# Rami Jridi
Rami Jridi (arabe : رامي الجريدي), né le 15 septembre 1984 à Tunis, est un footballeur international tunisien.
Il occupe le poste de gardien de but et a fait partie des sélectionnés en équipe nationale.
Il est le fils de Brahim Jridi, gardien de but de l'Espérance sportive de Tunis (juniors) puis du Club sportif de Makthar.

## Carrière
- juillet 2006-juillet 2007 : Espérance sportive de Tunis (Tunisie)
- juillet 2007-janvier 2008 : Espérance sportive de Zarzis (Tunisie)
- janvier-juillet 2008 : Étoile olympique La Goulette Kram (Tunisie)
- juillet 2008-juillet 2009 : Jendouba Sports (Tunisie)
- juillet 2009-janvier 2010 : El Gawafel sportives de Gafsa (Tunisie)
- janvier 2010-janvier 2012 : Stade tunisien (Tunisie)
- janvier 2012-juin 2018 : Club sportif sfaxien (Tunisie)
- juin 2018-octobre 2020 : Espérance sportive de Tunis (Tunisie)
- février 2021-août 2022 : Avenir sportif de Soliman (Tunisie)
- août 2022-juin 2023 : Étoile olympique de Sidi Bouzid (Tunisie)
- août 2023-septembre 2024 : Football Club Lubumbashi Sport (République démocratique du Congo)
- depuis septembre 2024 : El Gawafel sportives de Gafsa (Tunisie)

## Palmarès
- Coupe de la confédération (1) : 2013
- Championnat d'Afrique des nations (1) : 2011
- Championnat de Tunisie (3) : 2013, 2019 et 2020
- Ligue des champions de la CAF (2) : 2018 et 2019
- Supercoupe de Tunisie (1) : 2020